# ستيفان أندريتش
ستيفان أندريتش (بالصربية: Stefan Andrić)‏ (2 أبريل 1996 بغورنيي ميلانوفاتس في صربيا - ) هو مدرب كرة قدم ولاعب كرة قدم صربي في مركز الوسط. لعب مع رادنيتشكي 1923 ‏.

## وصلات خارجية
- ستيفان أندريتش على موقع قاعدة بيانات كرة القدم.إي يو (الإنجليزية)
- ستيفان أندريتش على موقع Soccerway.com (الإنجليزية)